# Tachina atra
Tachina atra är en tvåvingeart som först beskrevs av Malloch 1932.  Tachina atra ingår i släktet Tachina och familjen parasitflugor. Inga underarter finns listade i Catalogue of Life.